# فيلو بارك (باكو)
فيلو بارك هو مضمار لرياضة وسباق الدراجات يقع في مدينة باكو، أذربيجان.

## تاريخ
شارك إلهام علييف ومهربان علييفا (رئيسة اللجنة المنظمة للألعاب الأوروبية الأولى في باكو 2015) وأرزو علييفا في افتتاح فيلوبارك. تم إنشاء الحديقة الواقعة في أراضي "فيلوبارك" في أوائل السبعينيات. وفي سبتمبر 2005، بدأت أعمال التنظيف في هذه المنطقة. وفي عام 2013، تم تسليم منطقة المنتزه إلى الاتحاد الأذربيجاني للدراجات. خلال هذه الفترة زرع الاتحاد آلاف الأشجار على مساحة 40 هكتاراً من الأراضي، وأنشأ 4 مسارات لسباقات الدراجات الهوائية، بما في ذلك ركوب الدراجات الجبلية. 
يوجد مركز تسجيل ومراقبة المنشطات وغرف تحليل عينات المنشطات وقاعة اجتماعات تتسع لـ 25 مقعدًا وغرف أخرى في المباني المكونة من طابقين والتي تم تشييدها في أراضي فيلوبارك. هناك أيضًا أماكن لوقوف السيارات والتسجيل ومناطق خدمات أخرى للضيوف من كبار الشخصيات والعائلة الأولمبية وممثلي الاتحادات الدولية والممثلين الرسميين.